# Fish Lake
Fish Lake – jednostka osadnicza w Stanach Zjednoczonych, w stanie Indiana, w hrabstwie LaPorte.